# Il regno proibito
Il regno proibito (The Forbidden Kingdom) è un film del 2008 diretto da Rob Minkoff.
Liberamente ispirato al romanzo cinese Il viaggio in Occidente.

## Trama
A Boston vive Jason Tripitikas, un ragazzo maldestro ossessionato dalle arti marziali, dai film di kung-fu e dalla cultura cinese, e che si reca spesso nel negozio del vecchio Hop per acquistare film. Mentre si aggira per il negozio viene attirato da un antico bastone, al che Hop gli racconta che l'oggetto fu lasciato in custodia a suo nonno da un misterioso sconosciuto, che non tornò mai a riprenderselo. Mentre ritorna a casa, Jason è costretto da un gruppo di ladruncoli guidati da Lupo a tornare nel negozio per rapinarlo; nell'attacco che segue, Lupo spara a Hop, il quale chiede a Jason di fuggire con il bastone e restituirlo al suo legittimo proprietario. Nella corsa Jason cade da un tetto, sviene per la caduta e si risveglia nell'antica Cina: circondato da alcuni soldati che tentano di prendersi il bastone, viene salvato da Lu Yan, un immortale ubriacone.
L'immortale racconta a Jason la storia del Re Scimmia Sun Wukong e del Capitano di Giada Erlang Shen: quest'ultimo, ingannò il Re convincendolo a lasciare il suo sacro bastone Ruyi Jingu Bang, quindi lo tramutò in pietra e trasformò il suo reame in un regno di paura e violenza; il sacro bastone fu però nascosto dal Re di Giada, e la Leggenda narra che un viaggiatore lo riporterà nel reame, libererà il Re e riporterà la pace. Ai due, che si mettono in viaggio verso la Montagna dei Cinque Elementi, si aggiunge anche Golden Sparrow, una giovane donna che ha perso la sua famiglia per mano di Erlang Shen; in seguito, arriverà anche il Monaco Silenzioso, il quale insieme a Lu Yan insegnerà a Jason il kung fu.
Attraversato un deserto, i quattro fanno la conoscenza di Ni-Chang, una strega che Erlang Shen ha assoldato per recuperare il bastone in cambio dell'elisir dell'immortalità. La strega si offre di far tornare Jason a casa in cambio del bastone sacro, e al suo rifiuto combatte con lui e finisce per ferire mortalmente Lu Yan. I protagonisti si rifugiano così in un monastero, dove viene fuori che Lu Yan in realtà non è affatto un immortale, e solo l'elisir dell'immortalità può salvarlo. Sapendo questo, Jason si dirige al palazzo di Erlang Shen da solo per ottenere l'elisir in cambio del bastone.
Il Capitano di Giada ha tuttavia già promesso l'elisir a Ni-Chang, e dato che esso può essere concesso solo a una persona, Jason deve sfidare Ni-Chang. Sparrow e il Monaco Silenzioso, alla guida dei monaci del monastero, arrivano per aiutare Jason, sfidando rispettivamente Ni-Chang e il Capitano di Jada. Approfittando della distrazione della strega, Jason afferra l'elisir e lo lancia a Lu Yan, il quale ritorna in forze e combatte Ni-Chang, che muore nello scontro. Il Monaco è però rimasto ferito mortalmente da Erlang Shen e il sacro bastone passa in mano a Jason, che lo usa per distruggere la statua del Re: così facendo non solo lo libera, ma il Monaco si rivela essere una delle sue copie. Arriva così lo scontro finale contro il Capitano di Giada: quest'ultimo riesce a uccidere Sparrow, ma viene a sua volta sconfitto dal Re e trafitto da Jason, e cade nella lava.
L'Imperatore di Giada, tornato dalla sua meditazione, applaude Jason per il suo coraggio e per aver compiuto la profezia e come premio gli chede di esprimere un desiderio, al che Jason risponde di voler semplicemente ritornare a casa; tornato così nel presente, batte tutti i malviventi che avevano attaccato il negozio a inizio film per poi prendersi cura di Hop. Quest'ultimo è in realtà sopravvissuto, e, dichiarandosi immortale, è implicato essere un parallelo di Lu Yan; a par condicio, Jason incontra anche una ragazza che assomiglia molto a Sparrow.

## Produzione
La pellicola, ispirata al celeberrimo classico della letteratura cinese intitolato Il viaggio in Occidente, è stata girata parte nella foresta di Anji in Cina, e parte nel Deserto del Gobi.

## Distribuzione
(tagline del film)
Il film non è stato proiettato nelle sale cinematografiche italiane, ma è stato reso disponibile in DVD a partire dal 2 dicembre 2009 con il titolo L'impero proibito. The Forbidden Kingdom ha incassato un totale di 127980002 dollari in tutto il mondo, di cui 52075270 negli Stati Uniti e 75904732 negli altri stati.